# Andira
Andira es un género de plantas  perteneciente a la familia Fabaceae. Comprende 88 especies descritas y de estas, solo 48 aceptadas.

## Taxonomía
El género fue descrito por Jean-Baptiste Lamarck y publicado en Encyclopédie Méthodique, Botanique 1: 171. 1783. La especie tipo es Andira inermis

## Especies aceptadas
A continuación se brinda un listado de las especies del género Andira aceptadas hasta julio de 2014, ordenadas alfabéticamente. Para cada una se indica el nombre binomial seguido del autor, abreviado según las convenciones y usos.	
Andira comprende las siguientes especies:
- Andira anthelmia (Vell.) J.F.Macbr.
- Andira carvalhoi R.T.Penn. & H.C.Lima
- Andira chigorodensis R.T.Penn.
- Andira cordata Arroyo ex R.T.Penn. & H.C.Lima
- Andira coriacea Pulle
- Andira cubensis Benth.
- Andira cujabensis Benth.
- Andira fraxinifolia Benth.
- Andira galeottiana Standl.
- Andira grandistipula Amshoff
- Andira humilis Mart. ex Benth.
- Andira inermis (W.Wright) Kunth ex DC.
- Andira jaliscensis R.T.Penn.
- Andira legalis (Vell.) Toledo
- Andira macrocarpa R.T.Penn.
- Andira macrothyrsa Ducke
- Andira marauensis Mattos
- Andira micrantha Ducke
- Andira multistipula Ducke
- Andira nitida Mart. ex Benth.
- Andira ormosioides Benth.
- Andira parviflora Ducke
- Andira praecox Arroyo ex R.T.Penn.
- Andira spectabilis Saldanha
- Andira surinamensis (Bondt) Splitg. ex Pulle
- Andira taurotesticulata R.T.Penn.
- Andira tervequinata R.T.Penn., Aymard & Cuello
- Andira trifoliolata Ducke
- Andira unifoliolata Ducke
- Andira vermifuga (Mart.) Benth.

### Nomina Dubia
Las siguientes especies están pendientes de clasificar:
- Andira chigorodensis R.T.Penn.
- Andira chiricana Pittier
- Andira harfieldii Leschenault de la Tour
- Andira jaliscensis R.T. Penn.
- Andira macrocarpa R.T.Penn.
- Andira microcarpa Griseb.
- Andira oblonga Benth.
- Andira praecox Arroyo ex R.T. Penn.
- Andira taurotesticulata R.T. Penn.
- Andira tervequinata R.T. Penn., G.A. Aymard & Cuello